# Textový procesor
Textový procesor je v informatice program, který slouží k vytváření formátovaného textu. Na rozdíl od textových editorů, se kterými se často zaměňují, umožňují textové procesory měnit vzhled obsahy dokumentů (fonty, velikost písma, nadpisy…). V současnosti běžné textové procesory používají metodu WYSIWYG, takže uživatel na monitoru vidí (téměř) přesně to, co by se mohlo aktuálně vytisknout na tiskárně. Profesionální sazba se provádí pomocí pokročilých DTP programů.

## Formáty souborů
Textový procesor ukládá do textu doplňující informace o formátování a vzhledu, které se ve WYSIWYG aplikacích nezobrazují. Místo toho se přímo mění zobrazovaný formát písma, formátování a podobně. Informace o formátování je však nutné ukládat do souboru, aby byly dostupné při další práci s dokumentem. Ukládají se ve dvou různých podobách: jako textově zapsané značky (HTML, XML, který používají OpenOffice.org, TeX, OOXML pro Microsoft Office) nebo jsou formátovací informace uloženy v nečitelné podobě jako binární data, která neodpovídají tisknutelným znakům (soubory .DOC, .XLS a další z Microsoft Office).
Kromě změny vzhledu dokumentu je možné do textu vkládat i pokročilejší obsah, jako jsou obrázky, grafy, tabulky a další prvky. I v tomto případě je nutné uložit doplňující informace, které se přímo nezobrazují. Místo nich se však přímo zobrazí výše zmíněné prvky.

## Textové procesory
Mezi textové procesory patří:
- LibreOffice Writer
- Microsoft Word
- OpenOffice.org Writer
- WordPad